# Protosynaema
Protosynaema is een geslacht van vlinders van de familie koolmotten (Plutellidae).

## Soorten
- P. eratopis Meyrick, 1885
- P. hymenopis Meyrick, 1935
- P. matutina Philpott, 1928
- P. quaestuosa Meyrick, 1924
- P. steropucha Meyrick, 1886